# Daniel Stendel
Daniel Stendel (Frankfurt (Oder), 4 april 1974) is een Duits voetbalcoach en voormalig voetballer. Hij was als laatst in dienst als hoofdtrainer bij AS Nancy.

## Spelerscarrière
Stendel begon zijn loopbaan in de jeugd van FC Vorwärts Frankfurt. In 1992 stapte hij over naar de reserves van Hamburger SV. Tot het eerste team schopte Stendel het nooit en daarom verhuisde hij in 1997 naar SV Meppen. Een jaar later tekende Stendel bij FC Gütersloh in de 2. Bundesliga. Tussen 1999 en 2006 speelde hij voor Hannover 96. In zijn eerste jaren bij de club was Hannover nog actief in de 2. Bundesliga, maar in 2002 promoveerde de club. Na de periode bij Hannover tekende Stendel in 2006 voor FC St. Pauli in de Regionalliga (derde niveau). Deze zet was enigszins opmerkelijk aangezien hij eerder bij stadsrivaal Hamburger SV onder contract stond. In 2007 maakte hij zijn tweede promotie mee, deze keer met St. Pauli naar de 2. Bundesliga. Stendel sloot zijn loopbaan af bij de reserves van Hannover 96.

## Trainerscarrière
Stendel werd op 3 april 2016 aangesteld als hoofdcoach van Hannover 96 in de Bundesliga. Hannover stond onderaan en had net Thomas Schaaf ontslagen. Stendel schoof door vanuit het jeugdteam onder 19 en zou het lopende seizoen afmaken. De eerste wedstrijd onder leiding van Stendel eindigde in 2–2 op bezoek bij Hertha BSC. Hij kon echter niet voorkomen dat Hannover na zestien jaar uit de Bundesliga verdween en degradeerde naar de 2. Bundesliga. De club onthief Stendel op 20 maart 2017 uit zijn functie. Hannover stond op dat moment vierde in de 2. Bundesliga. 
Op 6 juni 2018 werd bekendgemaakt dat Stendel de nieuwe trainer van het Engelse Barnsley FC werd, dat uitkomt in de League One, het derde niveau. Op 13 april 2019 werd Stendel, na een met 4–2 gewonnen thuiswedstrijd tegen Fleetwood Town FC, door de trainer van de tegenpartij, enfant terrible Joey Barton, in de spelerstunnel aangevallen. Dit leverde Barton een boete op. Na een reeks van tien wedstrijden zonder overwinning werd hij op 8 oktober 2019 ontslagen.
In december 2019 tekende Stendel een contract tot de zomer van 2022 bij de Schotse Premiership-club Heart of Midlothian FC, kortweg Hearts. De Schotse competitie werd in maart 2020 stilgelegd vanwege de coronapandemie. In deze tijd accepteerde Stendel geen salaris, om de club financieel te steunen. Hearts stond voor het onderbreken op de laatste plek in de competitie en toen bekend werd gemaakt dat de competitie niet uitgespeeld kon worden, degradeerde Hearts. Stendel had een clausule in zijn contract dat het contract bij degradatie zou aflopen. Hij werd opgevolgd door Robbie Neilson.
Op 20 mei 2021 tekende Stendel een tweejarig contract als hoofdtrainer bij het Franse AS Nancy. Op 24 september 2021 werd hij ontslagen. Nancy bezette toen de laatste plaats in de Ligue 2.